# Expeditors International
Expeditors International nebo zkráceně jen Expeditors je globální logistická společnost se sídlem v Seattlu v americkém státě Washington. Kromě letecké, námořní a kamionové přepravy, také nabízí distribuční, pojišťovací a logistické služby.
V roce 2015 měla pobočky v 250 zemích po celém světě s mezinárodními ředitelstvími v Londýně, Dubaji, Šanghaji a Singapuru.